# Vilko Novak
Vilko Novak született Novák Vilmos (Belatinc, 1909. április 28. – Ljubljana, 2003. október 8.) szlovén szlavista és néprajztudós, a Muravidék történetének és nyelvének a vend nyelvnek napjainkban is jelentős, elismert kutatója. Pável Ágoston kutatásait követve képviselte azt az álláspontot, hogy a szlovén legnagyobb önálló dialektusának számító vend (prekmurjei), nyelv abban a tekintetben, hogy rendelkezik irodalmi nyelvvel, de mint második szlovén nyelv.

## Élete
A Trianon előtti Magyarország területén, az akkori Vendvidéken született, iskoláit szülőhelyén végezte. Édesapja Novák Ferenc szabó, édesanyja Bassa Margit voltak. A ljubljanai egyetemen szlavisztika és néprajz szakon doktorált, előbbiből 1933-ban, utóbbiból tizennégy évvel később diplomázott. Azt követően 15 évig középiskolai professzorként praktizált Mariborban, Muraszombatban, Kranjban, Zentán és Ljubljanában, 1947-től több mint harminc évig a fővárosi egyetem néprajzszakának professzora volt, utána már egyetemi főprofesszor lett.
1941-ben a Muravidéket visszafoglalták a magyarok, s nyomban előállították Novakot, mondván „magyargyűlöletet” szított. A koholt vádat arra alapozták a magyar hatóságok Novak Slovenska krajina c. gyűjteményére alapozták, ez azonban nem volt igaz, mivel a könyv egyáltalán nem tartalmazott magyarellenességet. Novak ekkor megbecsülés előtt állt magyarból való fordításaiért és más munkáiért a magyar tudományos körök előtt is, 1940-ben a magyar PEN klub ki is tüntette. Az ok alighanem az volt, hogy a magyar revíziós politika kívánalmaival ellentétben Novak elítélte és hazugnak kiáltotta ki Mikola Sándort, aki különféle hamis, történetietlen kutatásokon keresztül próbálta bebizonyítani a vend-kelta, ill. vend-magyar azonosság elméletét, csakhogy valamilyen ellenérvet találjon Magyarország arra, hogy az egyébként szlovén Muravidék ne tartozzon Jugoszláviához.
Novak a magyar megszállás elleni egyedüli nyilvános fellépésként 1942-ben a budapesti katolikus Élet c. újságban, teljesen legális úton adta ki ellenérveit és vádjait Mikola ellen, amelyekkel a megszállókat teljesen kiszolgáló módon tagadja, hogy a vendek szlovénok lennének. A magyar hatóságok, hogy példát statuáljanak és megfélemlítsék nemcsak Novakot, hanem azokat is akik a magyarosítás és a vend-kelta elmélet jogtalansága ellen tiltakoznak, Novakot kényszermunka táborra ítélték. Faflik Ferenc felsőszentbenedeki plébános, aki nem volt szlovén, szót emelt érdekében és büntetését megváltoztatva internálták Zentára, ahol rendőri felügyelet alatt tartották. Ekkor a magyarokat kiszolgáló Mikola csoportja mindent megtett, hogy akár hamisan gyártott elméletekkel lejárassa.

## Munkássága
1936-tól szülőhelye nyelvével, irodalmával, történetével, illetve kultúrájával kezdett el foglalkozni. Élete vége felé Temlin Ferenc, Küzmics István, Küzmics Miklós, Szijjártó István, Augustich Imre, Kossics József, Terplán Sándor és Bagáry József irodalmi munkásságai nyomán összeállította a régi vend irodalmi nyelv szótárát, amelyben 160 ezer eredeti szó van.
Néprajzi kutatásai közül kimagaslik a muravidéki fazekasság, gasztronómia, borászat, népszokások, építkezés és egyéb hagyományok feltárása, elemzése és összegyűjtése teljes terjedelemben.
Magyarból fordított műveket, így Pável Ágoston magyarul írt műveit, továbbá hozzáfűződik Kossics munkáinak újbóli megjelentetése. Ő adta ki először Kossics A Magyar Országi Vendus-Tótokról c. munkáját szlovénul. A régi martyánczi énekeskönyv feldolgozása és újra megjelentetése eredeti nyelvezetben is az ő érdeme.
Szerkesztője volt az Etnološki pregled néprajzi lapnak és a Stopinje katolikus kalendáriumnak, amely vendül is publikál. 1989-ben Jugoszlávia néprajzi atlaszának szerkesztésében is részt vett. A Muravidéken kívül Szlovénia más tájainak népi kultúrájával is foglalkozott, például a karintiai szlovének néprajzával, amit német nyelven Münchenben adtak ki.
1996-ban polémiában követelte, hogy Zsiga Tibor A Muravidéktől Trianonig című könyvét haladéktalanul tiltsák be, mivel a könyv nemcsak, hogy a muravidéki és magyarországi vendek szlovén mivoltát próbálta letagadni, hanem ráadásul kétségbe vonta a szlovén nemzet létét is, azt állítva, hogy a krajnai és stájer szlovének is eredetileg vendek voltak és soha nem létezett a slovenci népnév. Novak kétségbe vonta Zsiga felkészültségét és objektivitását. Zsiga Tibor könyvéről magyar források is megjegyzik, hogy meglehetősen felületes, mivel összekever időpontokat, személyeket, illetve helységneveket is. Ennek ellenére a könyv betiltására nem kerülhetett sor, ami sértőleg hat a szlovénekre.
Ő és Tine Debeljak ültették át szlovénra Madách Imre: Az ember tragédiája című drámáját, amiért a PEN klub kitüntette.

## Művei
- Izbor prekmurske književnosti (A muravidéki irodalom válogatása), 1936
- Ljudska prehrana v Prekmurju (Muravidéki népi ételek) 1947
- Slovenska ljudska kultura (Szlovén népi kultúra) 1960
- Über den Charakter der Slowenischen Volkskultur in Kärnten (A karintiai szlovén kultúra jelleméről) 1973
- Izbor prekmurskega slovstva (A muravidéki irodalom válogatása), 1976
- Slovenske ljudske molitve (Szlovén népi imádságok), 1983
- Raziskovalci slovenskega življenja (A szlovén élet kutatói), 1986
- Slovar stare knjižne prekmurščine (A régi prekmurjei nyelv szótára), 1988